# Chrysosoma pseudofloccosum
Chrysosoma pseudofloccosum är en tvåvingeart som beskrevs av Octave Parent 1935. Chrysosoma pseudofloccosum ingår i släktet Chrysosoma och familjen styltflugor. Inga underarter finns listade i Catalogue of Life.